# Mentschul
Der Mentschul (ukrainisch Менчул, russisch Мунчель Muntschel, polnisch Munczeł) ist ein 1998 m hoher Berg im südöstlichen Teil des Bergrückens der „Schwarzen Berge“, dem höchsten Gebirgszug der Waldkarpaten in der Ukraine.

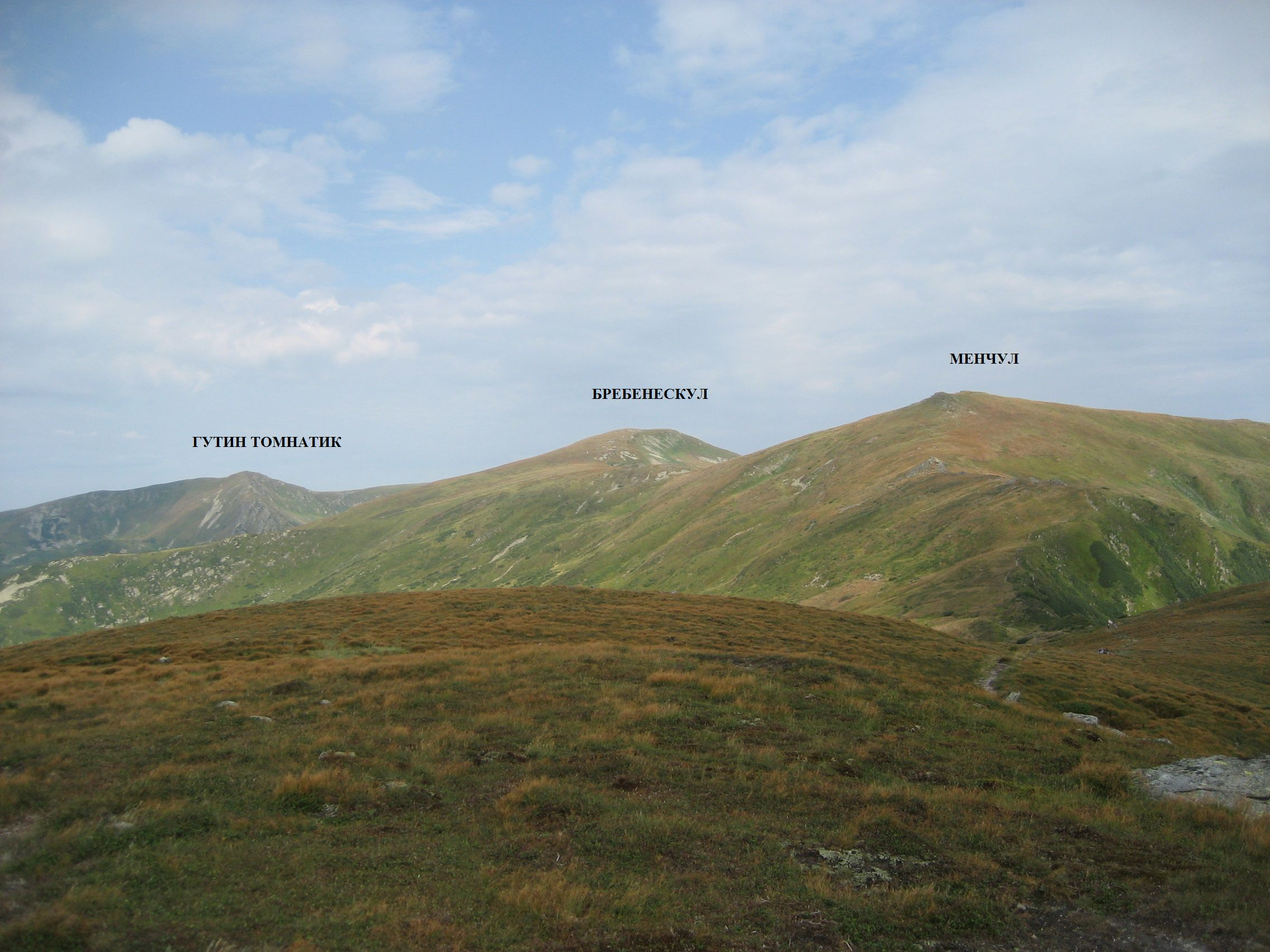
Blick auf Hutyn Tomnatyk links, Brebeneskul mittig und Mentschul rechts

Der Berg liegt zwischen dem 1878 m hohen Dsembronja im Südosten und dem 2036 m hohen Brebeneskul im Nordwesten auf der Grenze der Oblast Transkarpatien und der Oblast Iwano-Frankiwsk.
Da dem 1998 Meter hohen Berg noch zwei Meter fehlen, um als 2000er zu gelten, wollte eine Gruppe von Aktivisten 2009 einen künstlichen Hügel auf dem Berg errichten, um ihn auf 2000 Meter zu erhöhen.